# Amyris guianensis
Espèce
Classification APG III (2009)
Amyris guianensis est une espèce de plantes à fleurs de la famille des Rutaceae (famille des agrumes). C'est un arbre de Guyane.

## Taxonomie
Ce taxon jamais étudié, reste classé dans le genre Amyris, auquel il n'appartient probablement pas.

## Statut
Amyris guianensis est une espèce déterminante ZNIEFF en Guyane.

## Protologue
En 1775, le botaniste Aublet propose le protologue suivant : 
« AMYRIS (Guianenſis). foliis impari-pinnatis, foliolis bijugis, ovato-oblongis i fructu luteo racemoſo.

Terebinthus maxima, pinnis paucioribus, majoribus atque rotundioribus 5 fructu racemoſo, ſparſo. Sloan. Hifl. Jam. z. pag. 90. tab. 199. fig. 3. »

« Cet arbre rend par l'inciſion de ſon écorce, un ſuc balſamique qui, étant deſſéché, devient une réſine rouſſâtre dont l'odeur approche de celle du citron. Il croît dans les forêts du quartier d'Aroura dans la Guiane. 
II croît auſſi à l’iſle de France au quartier de Moka. M. de la Bourdonnais étant dans cette île & y manquant de brai, pour l'uſage de ſon eſcadre lorſqu'il ſe préparoit à aller attaquer Madras, employa la réſine de cet arbre qui étoit alors abondant dans l'île ; il en fit ramaſſer aſſez pour goudronner tous les navires qui étoient dans le port. »

— Fusée-Aublet, 1775.